# Macaranga mauritiana
Macaranga mauritiana är en törelväxtart som beskrevs av Wenceslas Bojer och Henri Ernest Baillon. Macaranga mauritiana ingår i släktet Macaranga och familjen törelväxter. IUCN kategoriserar arten globalt som starkt hotad.
Artens utbredningsområde är Mauritius. Inga underarter finns listade i Catalogue of Life.